# Curt Schönert
Curt Schönert, auch Kurt Schönert († nach 1939), war ein deutscher Malermeister und Kommunalpolitiker, der für seine Verdienste um die preußische Provinz Brandenburg zum Preußischen Provinzialrat ernannt wurde.

## Leben
Schönert war als Dekorationsmaler und Malermeister tätig und besaß in Senftenberg einen eigenen Malereibetrieb, dessen Dekorationsarbeiten als hochkünstlerisch eingestuft wurden. Seine Firma war u. a. an der Ausgestaltung der Heilandskirche in Hörlitz und 1932/32 des Gymnasiums Senftenberg beteiligt.
Für die NSDAP saß Schönert im Stadtrat von Senftenberg. Der Ministerpräsident Hermann Göring bestätigte ihn im März 1939 als Preußischen Provinzialrat und einen um Staat und Volk verdienten Mann der Provinz Brandenburg, nachdem er mindestens seit 1937 einer von 18 Provinzialräten des gemeinsamen Provinzialrates der Provinz Brandenburg und der Provinz Grenzmark Posen-Westpreußen war, einem Gremium zur beratenden Mitwirkung an den Geschäften der allgemeinen Landesverwaltung der beiden preußischen Provinzen.
1941 wird sein Posten als Provinzialrat als vakant bezeichnet.